# Ophtalmibidion luscum
Ophtalmibidion luscum är en skalbaggsart som beskrevs av Martins 1971. Ophtalmibidion luscum ingår i släktet Ophtalmibidion och familjen långhorningar. Inga underarter finns listade i Catalogue of Life.